# Okanagan Basin
Das Okanagan Basin (engl. „basin“ = „Becken“) breitet sich in zwei Ländern aus und umfasst die Einzugsgebiete von Okanagan Lake, Okanogan River und der Zuflusstäler wie des Similkameen River und des Chelan River.  In Kanada bildet das Becken zwei getrennte Regionen in British Columbia: das Similkameen Country (weitgehend identisch mit dem Einzugsgebiet des gleichnamigen Flusses) im Westen und die eigentliche Okanagan-Region zwischen Osoyoos im Süden und Armstrong im Norden, welch letztere den Großteil der Okanagan Regional Districts umfasst und üblicherweise „The Okanagan“ oder Okanagan Valley oder Okanagan Country genannt wird.  In den Vereinigten Staaten liegt das Okanogan Country im westlichen, tiefer gelegenen Zentrum des Okanogan County, welches wie sein kanadischer Gegenpol eine Geschichte und Wirtschaft hat, die auf Viehzucht, Gold sowie Obst- und Weinbau basiert. Das Becken schließt hier auch den Lake Chelan und weitere flankierende Täler ein. Gemeinden in Washingtons Okanogan Basin sind u. a. Brewster, Pateros, Omak, Okanogan und Oroville.
Mit fast 200 Kilometern Länge und einer Fläche von etwa 8.000 Quadratkilometern hat der kanadische Teil des Okanagan Basin etwa 2/3 der Größe von Vancouver Island. Der Okanagan Lake dominiert das Becken, welches viele kleine Seen und Fließgewässer enthält. Das Okanagan Valley wurde von Gletschern geformt. Als sich das Eis vor etwa 10.000 Jahren zurückzog, wurde der kanadische Teil des Beckens von einem einzigen großen See, dem Lake Penticton, ausgefüllt. Das Tal wurde etwa in seinen heutigen Zustand versetzt, als ein Eisdamm am Südende des Lake Penticton schmolz und der größten Teil des Tals sich leerte.
Das Canadian Environmental Grantmakers’ Network fasst das Okanagan Basin als das trockenste Einzugsgebiet in Kanada auf, das einen dringenden Bedarf an einem effektiven Wassermanagement hat. 
Das Okanagan Basin Water Board wurde 1970 gegründet, um die Führung hinsichtlich regionaler Wasserfragen zu übernehmen, eine Perspektive für das gesamte Becken zu erstellen und gemeinschaftliche Lösungen zu suchen.